# Corus microphthalmus
Corus microphthalmus är en skalbaggsart som beskrevs av Hunt och Stefan von Breuning 1957. Corus microphthalmus ingår i släktet Corus och familjen långhorningar. Inga underarter finns listade i Catalogue of Life.